# 阿修羅掲示板
★阿修羅♪掲示板（あしゅらけいじばん）は、インターネット電子掲示板サイトの1つ。

## 概要
トップページに阿修羅像の写真が掲載されており、主に日本の政治、政局に関する話題が多い。過去にはオカルト、陰謀論に関する話題が多かった。今現在も状況は変わっておらず、反ワクチンなどの如何わしい情報が主である。
掲示板開設以来のほとんどすべてのニュースが保存されている（元のニュースサイトからは削除されている場合が多い）。投稿内容が即座に配信されるメーリングリストもある。
アクセスランキングで人気の記事を確認できる。
初代管理者はオウム真理教の出家信者であったとする説もあったが、管理者本人は「ヴァジラヤーナ・サッチャ（オウム真理教が出していた陰謀論関連を扱う雑誌）のファンであっただけだ」と否定している。『オウムからの帰還』の著者である元信者の高橋英利は、友人の中に心当たりがある人物がいるという。

### テーマ
政治・経済・放射能汚染・法制・文化・社会問題・文科・理科・貴重情報の保存

### 掲示板構成
- 戦争、政治、憲法、マスコミ電通、アジア、国際、国家破産
- 災害、自然環境・エネルギー・天文、原発・劣化ウラン・フッ素、不健康、狂牛病・鳥インフルエンザ
- ホロコースト、カルト、社会問題、地域、IT、その他NEWS、空耳、日本の事件
- 論議、雑談、リバイバル、質問、管理

## 歴史
- 1995年3月19日、★阿修羅♪氏がニフティーサーブで上九一色村強制捜査を予言[5]
- 1995年4月11日、オウム真理教との関係をニュースステーションで取り上げられる。また 文藝春秋 (雑誌)、Bartなどでも掲載される。
- 1995年12月、インターネットホームページとして登場[3]
- 1997年3月、電子掲示板を開設[3]